# Khaskusma
Khaskusma (nep. खासकुस्मा) – gaun wikas samiti w zachodniej części Nepalu w strefie Bheri w dystrykcie Banke. Według nepalskiego spisu powszechnego z 2001 roku liczył on 914 gospodarstw domowych i 4847 mieszkańców (2413 kobiet i 2434 mężczyzn).